# Proceedings of the Royal Society of Edinburgh
Proceedings of the Royal Society of Edinburgh (abreviado Proc. Roy. Soc. Edinburgh) es una revista ilustrada con descripciones botánicas que es editada en Inglaterra por la Royal Society of Edinburgh. Se publica desde el año 1845.